# Technicien supérieur en réseaux informatiques et télécommunications
 (septembre 2020).
Si vous disposez d'ouvrages ou d'articles de référence ou si vous connaissez des sites web de qualité traitant du thème abordé ici, merci de compléter l'article en donnant les références utiles à sa vérifiabilité et en les liant à la section « Notes et références ».
La technicienne supérieure ou le technicien supérieur en réseaux informatiques et télécommunications a pour mission d’installer, mettre en service et assurer le bon fonctionnement des réseaux informatiques et télécommunications (voix, données, images) en veillant à leur disponibilité, leur sécurité et en participant à leur évolution dans le respect des procédures, de la politique de sécurité et des contrats de services.

## Informations règlementaires sur la certification
Le titre professionnel TSRIT (Technicien(ne) Supérieur(e) en Réseaux Informatiques et Télécommunications) est une certification de niveau III du Ministère chargé de l'Emploi (France). Ce titre peut être présenté à l'issue d'une formation de l'AFPA ou de tout autre organisme agréé par le Ministère chargé de l'Emploi. Il est également possible d'y accéder directement par la voie de la VAE.
Ce titre a été modernisé par l'arrêté de révision paru au Journal Officiel en date du 11 juillet 2008, avec prise d'effet au 19 décembre 2008. (Modification 2013, prévue par Arrêté du 11 février 2013 - art. 4 pour le 18 décembre 2013)
Le titre était lié à la fiche ROME 32311, d'Informaticien(ne) d’Exploitation. Les codes ROME qu'il faut indiquer lors d'une recherche des offres d'emploi relatives au titre TSRIT sur le site de l'ANPE sont désormais — depuis le 14 décembre 2009 — I1307 et I1401 ; un autre code, proche, peut correspondre lors d'une évolution ou d'acquis d'expérience : le code M1801.

## Activités et compétences
Le titre professionnel de technicien(ne) supérieur(e) en réseaux et télécommunications est composé de trois unités constitutives dont la liste suit :
- exploiter, superviser et garantir la continuité de service des réseaux informatiques et télécommunications de l'entreprise ;
- contribuer à l'administration des réseaux informatiques et télécommunications de l'entreprise ;
- participer aux études d'optimisation des réseaux informatiques et télécommunications de l'entreprise.

Voici le détail des activités et des compétences à mettre en œuvre dans l'emploi correspondant à ce titre, et qui font l'objet de la formation et de la certification TSRIT :
- exploiter, superviser et garantir la continuité de service des réseaux informatiques et télécommunications de l'entreprise :
  - contrôler la conformité des locaux techniques, leur état, leurs accès et signaler les anomalies,
  - surveiller les réseaux, traiter les incidents et gérer l'exploitation sur incident,
  - exploiter les équipements de téléphonie,
  - contrôler la conformité des installations et des équipements réseaux, après intervention,
  - assister, conseiller les utilisateurs et assurer le support technique des clients,
  - utiliser l'anglais dans son activité professionnelle en informatique et télécommunications ;
- contribuer à l'administration des réseaux informatiques et télécommunications de l'entreprise :
  - Intégrer, tester et mettre à jour les infrastructures de transmission voix-données,
  - intégrer, tester et mettre à jour les services réseaux dans leur environnement système,
  - intégrer, paramétrer et exploiter les outils de métrologie, de sécurité et d'administration réseau,
  - administrer les infrastructures et des services réseaux,
  - administrer les services de messagerie unifiée,
  - administrer les services de téléphonie,
  - utiliser l'anglais dans son activité professionnelle en informatique et télécommunications ;
- participer aux études d'optimisation des réseaux informatiques et télécommunications de l'entreprise :
  - assurer sa veille technologique,
  - accompagner les experts techniques dans la conduite des nouveaux projets,
  - rechercher et évaluer des solutions techniques nouvelles incluant la sécurité,
  - proposer des scénarios d'évolution de mise en œuvre et argumenter leur choix,
  - utiliser l'anglais dans son activité professionnelle en informatique et télécommunications.